# 军级指挥员
军级指挥员是1935年至1940年实施的苏联工农红军军衔的一个等级。与“军级政委”(ru: корпусной комиссар)、“三级国家安全委员”(ru: комиссар государственной безопасности 3-го ранга)同级。1940年后对应中将军衔。

## 历史
1935年9月22日，苏联中央执行委员会与苏联人民委员会颁布法令实施军衔制。累计共有146人被授予“军级指挥员”，其中的59人在大肃反中被镇压。1940年实行新军衔制后，1名军级指挥员（朱可夫）被晋升为大将，51人授予中将，6人授予少将军衔。最后一名军事指挥员列昂尼德·格列高里耶维奇·彼得罗夫斯基于1941年被授予中将军衔。

## 军衔标志

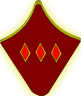
大衣领章(大)
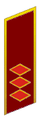
夹克领章
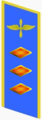
夹克领章 (空军)
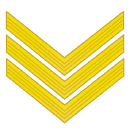
袖章

## 授衔与晋升名单

### 1935年
1935年11月11日苏联国防人民委员的No. 2395号命令授予下述人员“军级指挥员”军衔：
- 米哈伊尔·伊万诺维奇·阿拉富佐（英语：Mikhail Alafusov）,1935年11月20日授衔，1937年4月15日被捕，1937年4月15日被处决，1960年11月22日平反。
- 马克西姆·安东诺维奇·安东纽克（英语：Maksim Antoniuk）,1935年11月20日授衔，1940年6月4日 转授中将。
- 约瑟夫·罗季奥诺维奇·阿帕纳先科（英语：Iosif Apanasenko）, 1935年11月20日授衔，1939年晋升二级集团军级指挥员,1940年 转授上将、大将、1943年8月5日阵亡。
- 埃内斯特·弗里采维奇·阿波加（英语：Ernest Appoga）1935年11月20日授衔,1937年5月22日或23日被捕，1937年11月28日(或11月26日)被判处枪击，并在同一天被处决，
- 米哈伊尔·亚历山德罗维奇·巴托尔斯基（英语：Mikhail Batorsky）1935年11月20日授衔，1938被处决，1956年平反。
- 格奥尔吉·德米特里耶维奇·巴济列维奇1935年11月20日授衔 ,1938年被捕，1939年被处决。
- 斯捷潘·尼古拉耶维奇·博戈米亚科夫（英语：Stepan Bogomyagkov）1935年11月20日授衔 , 1938年被捕，1941年入狱，1948年获释。
- 马特维·伊万诺维奇·瓦西连科（英语：Matvei Vasilenko）1935年11月20日授衔 , 1937年7月1日被处决，1955年平反。
- 米哈伊尔·德米特里耶维奇·韦利卡诺夫（英语：Mikhail Velikanov）1935年11月20日授衔 , 后晋升二级集团军级指挥员, 1937年12月被捕，1938年被处决，1956年平反。
- 扬·彼得罗维奇·盖利特（英语：Yan Gaylit）1935年11月20日授衔 ,1937年8月15日被捕，次年被处决，1956年平反。
- 伊利亚·伊万诺维奇·加里卡维（英语：Ilya Garkavyi）1935年11月20日授衔 ,1937年3月11日被捕，后被处决。
- 米哈伊尔·雅科夫列维奇·格尔马诺维奇（英语：Marcian Germanovich）1935年11月20日授衔 ,1937年8月7日被捕，后来被处决，1957年平反。
- 弗拉基米尔·米哈伊洛维奇·吉季斯（英语：Vladimir Gittis）1935年11月20日授衔 , 1937年11月28日被捕，1938年8月20日被处决。
- 鲍里斯·谢尔盖耶维奇·戈尔巴乔夫（英语：Boris Gorbachyov）1935年11月20日授衔 ,1937年5月3日被捕，两个月后被处决，1956年平反。
- 奥卡·伊万诺维奇·戈罗多维科夫1935年11月20日授衔 1938年晋升二级集团军级指挥员，1947年退休。
- 伊万·肯萨利诺维奇·格里亚兹诺夫（英语：Ivan Gryaznov）1935年11月20日授衔 , 1938年7月29日被处决。
- 谢尔盖·叶菲莫维奇·格里博夫（英语：Sergei Efimovich Gribov）1935年11月20日授衔 , 1938年1月28日被捕，后来被处决，1956年平反。
- 尼古拉·阿列克谢耶维奇·叶菲莫夫（俄语：Ефимов, Николай Алексеевич）1935年11月20日授衔 , 1937年8月14日被处决。
- 然·弗兰采维奇·索恩贝格（俄语：Зонберг, Жан Фрицевич）1935年11月20日授衔 , 1937年11月29日被捕，1938年9月1日被处决，1956年6月30日平反。
- 费利克斯·安东诺维奇·因高尼斯（俄语：Ингаунис, Феликс Антонович）1935年11月20日授衔 , 1937年11月29日被捕，1938年7月28日被处决，956年6月2日平反。
- 米哈伊尔·瓦西里耶维奇·卡尔梅科夫（俄语：Калмыков, Михаил Васильевич）1935年11月20日授衔 , 1937年5月25日被捕，因叛国罪被枪杀。 1956年5月15日平反。
- 叶皮凡·约维奇·科夫丘赫（俄语：Ковтюх, Епифан Иович）1935年11月20日授衔 ,  1937年8月10日被捕，1938年7月29日被处决，1956年2月22日平反。
- 伊万·德米特里耶维奇·科索戈夫（英语：Ivan Kosogov）1935年11月20日授衔，1937年被捕，1938年被处决。
- 尼古拉·尼古拉耶维奇·克里沃鲁奇科（英语：Nikolai Krivoruchko）1935年11月20日授衔，1938年2月21日被捕，后来被处决。
- 格里戈里·伊萬諾維奇·庫利克1935年11月20日被授予，1937年被授予二级集团军级指挥员,1939年2月8日被授予一级集团军级指挥员，1940年5月7日被授予苏联元帅，1942年3月17日降为少将，1943年4月升为中将，1945年7月19日降为少将，1947年1月11日逮捕，1950年8月23日被处决，1957年9月28日平反。
- 扬·亚诺维奇·拉齐斯（英语：Jan Latsis）1935年11月20日授衔 , 1937年3月10日因病逝世。
- 伊万·谢苗诺维奇·库佳科夫（俄语：Кутяков, Иван Семёнович）1935年11月20日授衔 ,1937年5月15日被捕， 1938年7月28日被处决，1956年3月15日平反。
- 瓦西里·康斯坦丁诺维奇·拉夫罗夫（俄语：Лавров, Василий Константинович）1935年11月20日授衔 , 1937年7月27日被捕，1938年7月29日被处决，1956年7月30日平反。
- 阿尔伯特·亚诺维奇·拉平1935年11月20日授衔 ,1937年5月17日被捕，1937年9月21日在狱中自杀，1956年5月30日平反。
- 瓦西里·尼古拉耶维奇·列维切夫1935年11月20日授衔 , 1937年被捕，被指责从事反革命活动，判处枪决。1956年平反。
- 尼古拉·瓦西里耶维奇·利索夫斯基（俄语：Лисовский, Николай Васильевич）1935年11月20日授衔 , 1938年被捕，1941年7月判处10年徒刑，剥夺权利5年，1950年判处10年流放，1954年8月底获释，1955年4月平反，1957年授予中将军衔，1957年2月18日去世。
- 亚历山大·德米特里耶维奇·洛克季奥诺夫（英语：Aleksandr Loktionov）,1935年11月20日授衔 , 后晋升二级集团军级指挥员, 1940年转授上将, 1941年6月19日被捕，1955年10月平反。
- 罗曼·沃伊采霍维奇·隆格瓦（俄语：Лонгва, Роман Войцехович）1935年11月20日授衔 , 1937年5月21日被捕，1938年2月8日被处决，1956年9月15日平反。
- 瓦连京·米哈伊洛维奇·穆林（俄语：Мулин, Валентин Михайлович）1935年11月20日授衔 , 1938年6月21日被捕，当天被处决， 1956年10月12日平反。
- 尼古拉·尼古拉耶维奇·佩丁1935年11月20日授衔 , 1937年10月7日被捕，当天被处决。
- 谢尔盖·亚历山德罗维奇·梅热尼诺夫（英语：Sergei Mezheninov）1935年11月20日授衔 , 1937年6月20日自杀未遂后被捕，后被处决。
- 维塔利·马尔科维奇·普里马科夫1935年11月20日授衔 , 1937年6月11日被捕，1937年6月12日被处决， 1957年平反。
- 谢苗·安德烈耶维奇·普加乔夫（英语：Semyon Pugachov）1935年11月20日授衔 , 1931年2月28日被捕，3月11日认罪，第2天拒绝认罪，当天获释，1938年10月10日再次被捕，10月25日被判处15年监禁，1943年3月23日死于监狱，1956年平反。
- 维托夫特·卡济米罗维奇·普特纳1935年11月20日授衔 , 1937年6月11日被判处死刑，第二天被处决， 1957年平反。
- 伊万·伊万诺维奇·斯莫林（英语：Ivan Smolin）1935年11月20日授衔 , 1937年5月14日被捕，后来被处决， 1955年平反。
- 米哈伊尔·弗拉基米罗维奇·桑古尔斯基1935年11月20日授衔 ,1938年7月28日被处决。
- 弗拉基米尔·尼古拉耶维奇·索科洛夫（俄语：Соколов, Владимир Николаевич (комкор)）1935年11月20日授衔 , 1939年4月15日被处决，1956年6月30日平反。
- 阿列克谢·阿列克谢耶维奇·斯托罗任科（俄语：Стороженко, Алексей Алексеевич）1935年11月20日授衔 , 1938年4月13日被捕，1938年8月22日判处死刑，1956年7月15日平反。
- 谢苗·康斯坦丁诺维奇·铁木辛哥1935年11月20日授衔，1940年5月7日被授予苏联元帅。
- 亚历山大·伊万诺维奇·托多尔斯基1935年11月20日授衔 , 1938年逮捕，1939年判决服苦役15年，平反后转授中将，1965年去世。
- 谢苗·彼得罗维奇·乌里茨基1935年11月20日授衔 , 1938年8月1日被处决。
- 谢苗·阿布拉莫维奇·图罗夫斯基（英语：Semyon Turovsky）1935年11月20日授衔 ,1936年9月4日被捕，次年被处决。
- 鲍里斯·米罗诺维奇·费尔德曼（英语：Boris Feldman）1935年11月20日授衔 , 1937年6月12日被处决，1957年1月31日平反。
- 罗伯特·彼得罗维奇·艾德曼（英语：Robert Eideman）1935年11月20日授衔 ,1937年6月12日被处决。
- 卡西扬·亚历山德罗维奇·柴可夫斯基（英语：Kasyan Chaykovsky）1935年11月20日授衔 ,1937年5月21日被捕, 1938年4月23日病逝监狱，1956年9月24日平反。
- 瓦西里·弗拉基米罗维奇·赫里平（英语：Vasiliy Khripin）1935年11月20日授衔 , 1937年11月26日被捕，次年被处决。
- 德米特里·谢苗诺维奇·费先科（英语：Dmitry Fesenko）1935年11月20日授衔 ,1937年8月15日被捕，1937年11月26日被处决，1955年5月14日平反。
- 列昂尼德·雅科夫列维奇·魏纳（英语：Leonid Veyner）1935年11月21日授衔 , 1937年8月15日被捕，1937年11月26日被处决，1955年5月14日平反。
- 阿纳托利·伊里奇·黑克尔1935年11月21日授衔，1937年7月1日被处决，1956年平反。
- 斯捷潘·安德烈耶维奇·佐托夫（英语：Stepan Zotov）1935年11月23日授衔 ;1938年9月29日死于外科手术。
- 基里尔·安德烈耶维奇·斯图茨卡（英语：Kirill Stuzke）1935年11月23日授衔，1937年11月29日被捕，后来被处决，1956年平反。
- 爱德华·达维多维奇·列平1935年11月26日授衔 ,1937年12月2日被捕，第二年被处决，1956年平反。
- 米哈伊尔·彼得罗维奇·弗里诺夫斯基1935年11月26日授衔, 晋升二级集团军级指挥员, 一级集团军级指挥员，1939年4月6日被捕，1940年2月4日处决。

### 1936年
- 尼古拉·弗拉基米罗维奇·古比雪夫,1936年2月15日授衔，1938年8月1日被处决。
- 格里戈利·达维多维奇·哈哈尼扬（英语：Grigory Hahanyan）,1936年2月15日授衔，1938年2月1日被捕，第二年被处决。
- 列昂季·雅科夫列维奇·乌格留莫夫（英语：Leonty Ugryumov）, 1936年2月17日授衔，1937年5月21日被捕，后来被处决，1956年5月23日平反。
- 伊万·费奥多罗维奇·特卡乔夫（英语：Ivan Tkachev）,1936年2月19日授衔，1938年1月29日被捕，后来被处决，1956年2月8日平反。
- 加斯帕尔·卡拉佩特洛维奇·沃斯卡诺夫（英语：Gaspar Voskanyan）,1936年4月16日授衔，1937年5月28日被捕，后来被处决。
- 康斯坦丁·奥古斯托维奇·纽曼（英语：Konstantin Neumann）, 1936年5月31日授衔。1937年7月21日被捕，后来被处决。

### 1937年
- 米哈伊尔·格里戈里耶维奇·叶夫列莫夫，转授中将，任第33集团军司令员，1942年4月19日阵亡。
- 尼古拉·尼古拉耶维奇·沃罗诺夫，1944年被授予炮兵主帅，1965年5月7日被授予苏联英雄称号，1968年2月28日去世。
- 德米特里·格里戈里耶维奇·巴甫洛夫, 1941年7月22日因“在军事事务上失职”，遭到处决，1956年被恢复名誉 。
- 雅科夫·弗拉基米罗维奇·斯穆什克维奇, 1941年6月8日被捕，10月28日枪毙。
- 彼得·伊万诺维奇·蓬普尔（英语：Pyotr Pumpur）1937年7月4日授衔 , 1941年被捕，1942年5月31日2月13日被判死刑，当年2月23日被处决，1955年6月25日平反。
- 格奥尔基·帕夫洛维奇·索夫罗诺夫（英语：Georgy Sofronov）1937年8月13日授衔，转授中将，1953年退休，1973年3月17日去世。
- 列昂尼德·格里戈利耶维奇·彼得罗夫斯基1937年11月28日授衔 ，转授中将，1941年8月17日阵亡。
- 彼得·阿列克谢耶维奇·布良斯基（英语：Pyotr Bryanskikh）1937年0月0日授衔 ,1938年7月18日被捕，后来被处决，1955年4月9日平反。
- 伊利亚·科尔尼洛维奇·斯米尔诺夫（英语：Ilia Smirnov）1937年12月31日授衔 .转授中将，1953年退休，1964年6月28日去世。
- 谢尔盖·瓦西里耶维奇·彼得连科-卢尼奥夫
- 雅科夫·扎哈洛维奇·波库斯

### 1938年
- 菲利浦·伊万诺维奇·戈利科夫1938年1月8日授衔，（注：1937年12月31日军级政委） 1961年成为苏联元帅。
- 米哈伊尔·普罗科菲耶维奇·科瓦廖夫1938年1月8日授衔, 晋升二级集团军级指挥员，转授中将，1955年退休，1967年8月31日去世。
- 马克西姆·彼得罗维奇·马格尔（英语：Maksim Mager）1938年2月4日授衔 , 1938年9月10日被捕, 1940年2月9日获释, 1941年4月28日再次被捕再次被捕，1941年10月16日被处决。
- 叶利谢伊·伊万诺维奇·戈里亚切夫（英语：Yelisey Goryachev）1938年2月4日授衔 , 1938年开枪自杀。
- 格里戈利·米哈伊洛维奇·施特恩1938年2月19日授衔, 晋升二级集团军级指挥员, 转授上将，1941年6月7日被捕, 1941年7月24日被处决，1954年8月平反。
- 费奥多尔·阿列克谢耶维奇·阿斯塔霍夫1938年2月20日授衔 , 转授空军中将，1944年空军上将。
- 斯捷潘·安德里阿诺维奇·加里宁（英语：Stepan Kalinin）1938年2月22日授衔; 晋升二级集团军级指挥员， 转授中将。
- 弗拉基米尔·雅科夫列维奇·卡恰洛夫（英语：Vladimir Kachalov）1938年2月22日授衔;晋升二级集团军级指挥员, 转授中将，战时集团军司令员，1941年8月4日阵亡。
- 伊萬·斯捷潘諾維奇·科涅夫1938年2月22日授衔，
- 基里尔·阿法纳西耶维奇·梅列茨科夫1938年2月22日授衔，
- 叶夫根尼·萨维奇·普图欣（英语：Yevgeny Ptukhin）1938年2月22日授衔 , 转授中将，战争爆发时任西南方面军空军参谋长，1941年6月27日逮捕，1942被处决。
- 安德烈·雅科夫列维奇·萨宗托夫（英语：Andrei Sazontov）1938年2月22日授衔 , 1938年5月26日被捕，3个月后被处决。
- 马克西姆·奥西波维奇·斯捷潘诺夫（英语：Maxim Stepanov）1938年2月22日授衔 , 1938年12月9日被捕，1939年5月31日被判入狱20年，1945年9月25日死于古拉格，1956年6月30日平反。
- 伊万·弗拉基米罗维奇·秋列涅夫, 晋升二级集团军级指挥员, 转授大将。
- 拉斐尔·彼得罗维奇·赫梅利尼茨基（俄语：Хмельницкий,_Рафаил_Павлович）1938年2月22日授衔 , 转授中将。
- 米哈伊尔·谢苗诺维奇·霍津1938年2月22日授衔, 晋升二级集团军级指挥员, 转授中将。
- 彼得·谢苗诺维奇·舍卢欣（英语：Pyotr Shelukhin）1938年2月20日授衔 ,  转授少将。
- 弗谢沃洛德·费奥多罗维奇·雅科夫列夫（英语：Vsevolod Yakovlev）1938年4月4日授衔, 晋升二级集团军级指挥员, 转授中将。
- 格奥尔基·约瑟福维奇·邦达里（英语：Georgy Bondar）1938年4月13日授衔 ,1938年8月25日被捕，第2年被处决。
- 彼得·米哈伊洛维奇·菲拉托夫（英语：Pyotr Filatov）1938年6月14日授衔 , 转授中将。
- 菲利浦·阿法纳西耶维奇·叶尔沙科夫（英语：Filipp Yershakov）1938年7月15日授衔 ,转授中将。

### 1939年
- 尼古拉·安德烈耶维奇·韦列夫金-拉哈尔斯基（英语：Nikolay Veryovkin-Rakhalsy）1939年2月5日授衔 , 转授中将。
- 伊万·瓦西里耶维奇·博尔金（英语：Ivan Boldin）1939年2月9日授衔, 晋升二级集团军级指挥员, 转授中将,1944年授衔上将。
- 伊万·格里戈利耶维奇·扎哈尔金（英语：Ivan Zakharkin）1939年2月9日授衔, 晋升二级集团军级指挥员,转授中将，1943年授衔上将，集团军司令员。
- 瓦西里·伊万诺维奇·崔可夫1939年2月9日授衔, 1939年11月4日授衔 转授中将， 1955年授衔苏联元帅。
- 马特维·瓦西里耶维奇·扎哈罗夫 1939年2月9日授衔 , 转授少将，1959年授衔苏联元帅。
- 季莫费·彼得罗维奇·克鲁格利亚科夫（英语：Timofey Kruglyakov）1939年2月9日授衔 , 转授少将。
- 瓦西里·伊万诺维奇·库兹涅佐夫1939年2月9日授衔 , 转授中将。
- 弗拉基米尔·尼古拉耶维奇·库尔久莫夫（英语：Vladimir Kurdyumov）, 晋升二级集团军级指挥员, 转授中将。
- 马克西姆·阿列克谢耶维奇·普尔卡耶夫1939年2月9日授衔 , 转授中将。
- 费奥多尔·尼基特奇 ·列梅佐夫（英语：Fyodor Remezov）1939年2月9日授衔 , 转授中将。
- 瓦连京·弗拉季斯拉沃维奇·谢马什科（英语：Valentin Semashko）1939年2月9日授衔 , 转授少将，被捕后获释。
- 阿尔卡季·库兹米奇·西夫科夫（英语：Arkady Sivkov）1939年2月9日授衔 , 转授中将。
- 伊万·瓦西里耶维奇·斯莫罗季诺夫（英语：Ivan Smorodvinov）1939年2月9日授衔, 晋升二级集团军级指挥员 转授中将。
- 特罗菲姆·伊万诺维奇·舍瓦尔金（英语：Trifon Shevaldin）1939年2月9日授衔 , 转授中将。
- 谢尔盖·伊里奇·沃罗比约夫（英语：Sergei Vorobyov）1939年4月9日授衔, 转授中将。
- 因诺肯季·斯捷潘诺维奇·穆什诺夫（英语：Innokenty Mushnov）1939年4月9日授衔, 转授中将。
- 格奥尔基·康斯坦丁诺维奇·朱可夫1939年7月31日授衔。
- 弗拉基米尔·达维多维奇·格连达利（英语：Vladimir Grendal）1939年8月13日授衔, 晋升二级集团军级指挥员，转授上将，1940年死于肺癌。
- 马尔基安·米哈伊洛维奇·波波夫1939年8月13日授衔 , 转授中将。
- 列昂尼德·瓦西里耶维奇·博布金（英语：Leonid Bobkin）1939年11月4日授衔 , 转授少将。
- 尼古拉·费奥多罗维奇·瓦图京1939年11月4日授衔 , 转授中将。
- 瓦西里·菲利波维奇·格拉西缅科（英语：Vasyl Herasymenko）1939年11月4日授衔 , 转授中将。
- 米哈伊尔·帕夫洛维奇·杜哈诺夫（英语：Mikhail Dukhanov）1939年11月4日授衔 , 转授少将。
- 安德烈·伊万诺维奇·叶廖缅科1939年11月4日授衔 , 转授中将。
- 费奥多尔·谢尔盖耶维奇·伊万诺夫（英语：Fyodor Ivanov）1939年11月4日授衔 , 转授少将，被捕后获释。
- 费奥多尔·伊西多罗维奇·库兹涅佐夫（英语：Fyodor Kuznetsov）1939年11月4日授衔 , 转授中将。
- 米哈伊尔·费奥多罗维奇·卢金（英语：Mikhail Lukin (general)）1939年11月4日授衔 , 转授中将，被俘。
- 尼基福尔·瓦西里耶维奇·梅德韦杰夫（英语：Nikifor Medvedev）1939年11月4日授衔 , 转授中将。
- 瓦西里·伊万诺维奇·莫罗佐夫（英语：Vasily Morozov (Soviet general)）1939年11月4日授衔 , 转授中将。
- 瓦西里·伊万诺维奇·列平（英语：Vasily Repin）1939年11月4日授衔 , 转授中将。
- 德米特里·伊万诺维奇·里亚贝舍夫1939年11月4日授衔 , 转授中将。
- 安德烈·基里洛维奇·斯米尔诺夫1939年11月4日授衔 , 转授中将。
- 雅科夫·季莫费耶维奇·切列维琴科（英语：Yakov Cherevichenko）1939年11月4日授衔 , 转授中将。
- 瓦列里安·亚历山德罗维奇·弗罗洛夫（英语：Valerian Frolov）1939年12月23日授衔 , 转授中将。
- 瓦西里·丹尼洛维奇·索科洛夫斯基1939年12月31日授衔 , 转授中将，历任方面军参谋长、司令员。1946年晋升苏联元帅。
- 尼古拉·库兹米奇·克雷科夫（英语：Nikolai Klykov）1939年12月21日授衔 , 转授中将。

### 1940年
- 菲利浦·阿列克谢耶维奇·帕鲁西诺夫（英语：Filipp Parusinov）1940年2月21日授衔
- 伊万·伊万诺维奇·马斯连尼科夫1940年3月14日授衔
- 帕维尔·费奥多罗维奇·日加列夫1940年4月11日授衔, 转授空军中将、空军元帅、空军主帅。
- 米哈伊尔·阿尔捷米耶维奇·帕尔谢戈夫（俄语：Парсегов, Михаил Артемьевич）1940年3月21日授衔 ,转授炮兵中将，1958年授衔炮兵上将。
- 菲利浦·达尼洛维奇·格列连科（俄语：Гореленко, Филипп Данилович）1940年3月21日授衔
- 谢尔盖·普罗科菲耶维奇·杰尼索夫（俄语：Денисов, Сергей Прокофьевич）1940年3月21日授衔
- 康斯坦丁·帕夫洛维奇·皮亚德舍夫（俄语：Пядышев, Константин Павлович）1940年3月21日授衔 ,  转授中将, 1941年7月被捕, 1944年6月15日死于监狱, 1958年1月28日平反。
- 尼坎德尔·叶夫兰皮耶维奇·奇比索夫（俄语：Чибисов, Никандр Евлампиевич）1940年3月21日授衔
- 斯捷潘·德米特里耶维奇·阿基莫夫（俄语：Акимов, Степан Дмитриевич）1940年3月21日授衔
- 尼古拉·尤斯季诺维奇·特鲁别茨科伊（俄语：Трубецкой, Николай Иустинович）1940年4月5日授衔 , 转授中将,  1941年7月11日被捕，1942年2月13日被处决，1955年9月30日平反。
- 帕维尔·瓦西里耶维奇·雷恰戈夫1940年4月11日授衔 ,1941年10月28日遭逮捕枪毙。
- 费奥多尔·康斯坦丁诺维奇·阿尔热努欣（俄语：Арженухин, Фёдор Константинович）1940年4月11日授衔 , 1941年6月28日被捕，1941年10月28日未经审判被枪杀，1954年11月23日平反。
- 康斯坦丁·米哈伊洛维奇·古谢夫（俄语：Гусев, Константин Михайлович）1940年4月11日授衔 , 1940年6月4日转授空军中将，1941年7月11日被捕，1942年2月23日被处决，1954年9月4日恢复名誉。
- 谢苗·费奥多罗维奇·扎沃龙科夫（俄语：Жаворонков, Семён Фёдорович）1940年4月26日授衔
- 弗拉基米尔·扎哈罗维奇·罗曼诺夫斯基（俄语：Романовский, Владимир Захарович）1940年4月29日授衔
- 德米特里·季莫费耶维奇·科兹洛夫（英语：Kozlov, Dmitry Timofeyevich）1940年4月9日授衔

### 其他
- 安东·尼古拉耶维奇·鲍里先科